# Benzydamin
Benzydamin (známý ve formě hydrochloridu pod obchodními názvy Tantum Verde, Maxtra Gargle, Difflam a Septabene) je lokálně působící nesteroidní protizánětlivá látka. Pro své lokální anestetické a analgetické účinky se využívá při léčbě zánětlivých onemocnění úst a hrdla. Chemicky se jedná o derivát indazolu.

## Historie
Benzydamin byl poprvé syntetizován v Itálii v roce 1964, na trh byl uveden roku 1966.

## Farmakologie
Benzydamin se selektivně váže na zánětlivou tkáň (funguje jako inhibitor syntézy prostaglandinů) a běžně nezpůsobuje systémové negativní účinky. Na rozdíl od ostatních nesteroidních protizánětlivých látek neinhibuje cyklooxygenázu ani lipooxygenázu a nezpůsobuje žaludeční vředy.
U krys byla objevena kanabinoidní aktivita, u člověka testována nebyla. Předpokládá se, že by benzydamin mohl vlivem své strukturní podobnosti se serotoninem a diethylamidem kyseliny lysergové (LSD) působit jako agonista 5-HT2A receptorů s psychedelickými účinky.

## Výzkum
V in vitro podmínkách vykazuje benzydamin antibakteriální účinky a rovněž působí synergicky s některými antibiotiky, zejména tetracykliny, proti odolným kmenům Staphylococcus aureus a Pseudomonas aeruginosa. Byly zjištěny i antimykotické účinky proti Candida albicans.